# مارکت درایتون
latitudeمارکت درایتونlongitudeمارکت درایتون
مارکت درایتون (به انگلیسی: Market Drayton) یک شهرک در بریتانیا است که در انگلستان واقع شده‌است.

## خصوصیات
مارکت درایتون ۱۱٬۷۷۳ نفر جمعیت دارد.

## خواهرخوانده
شهر آرلن (بلژیک) خواهرخواندهٔ مارکت درایتون هست.

## نگارخانه

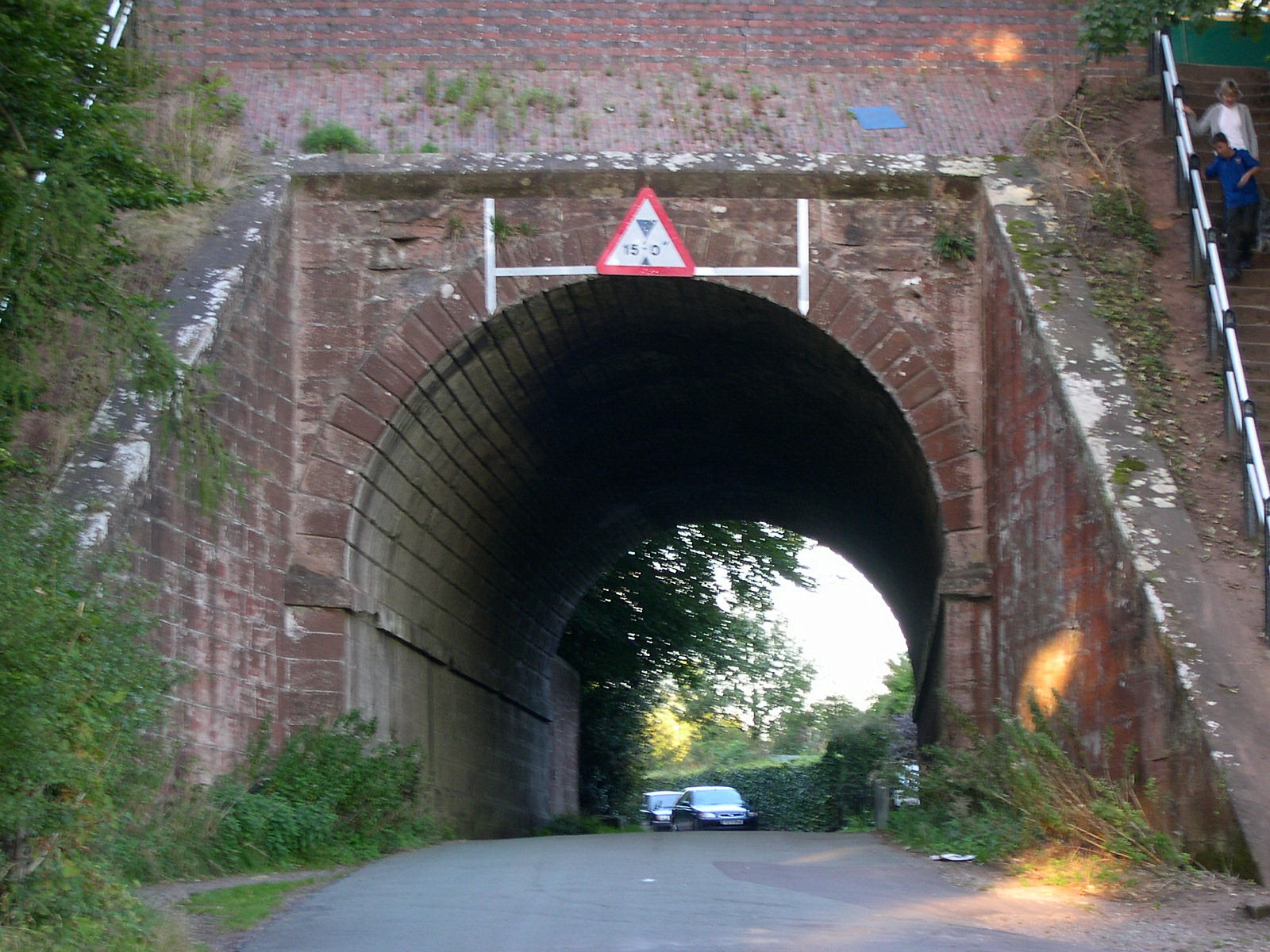
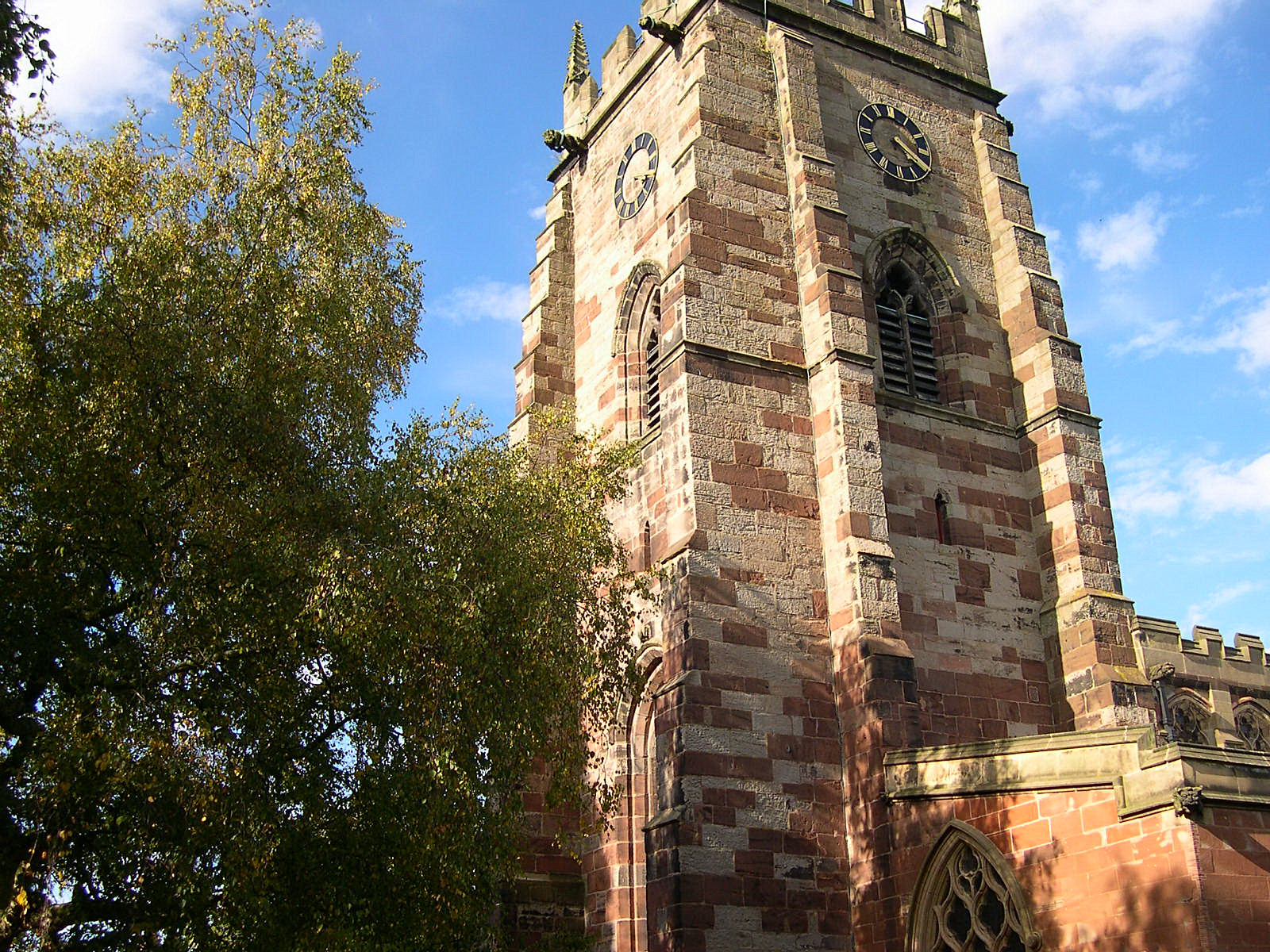
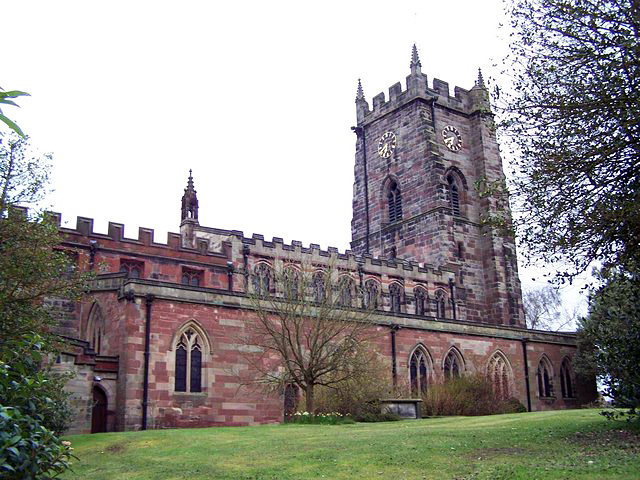
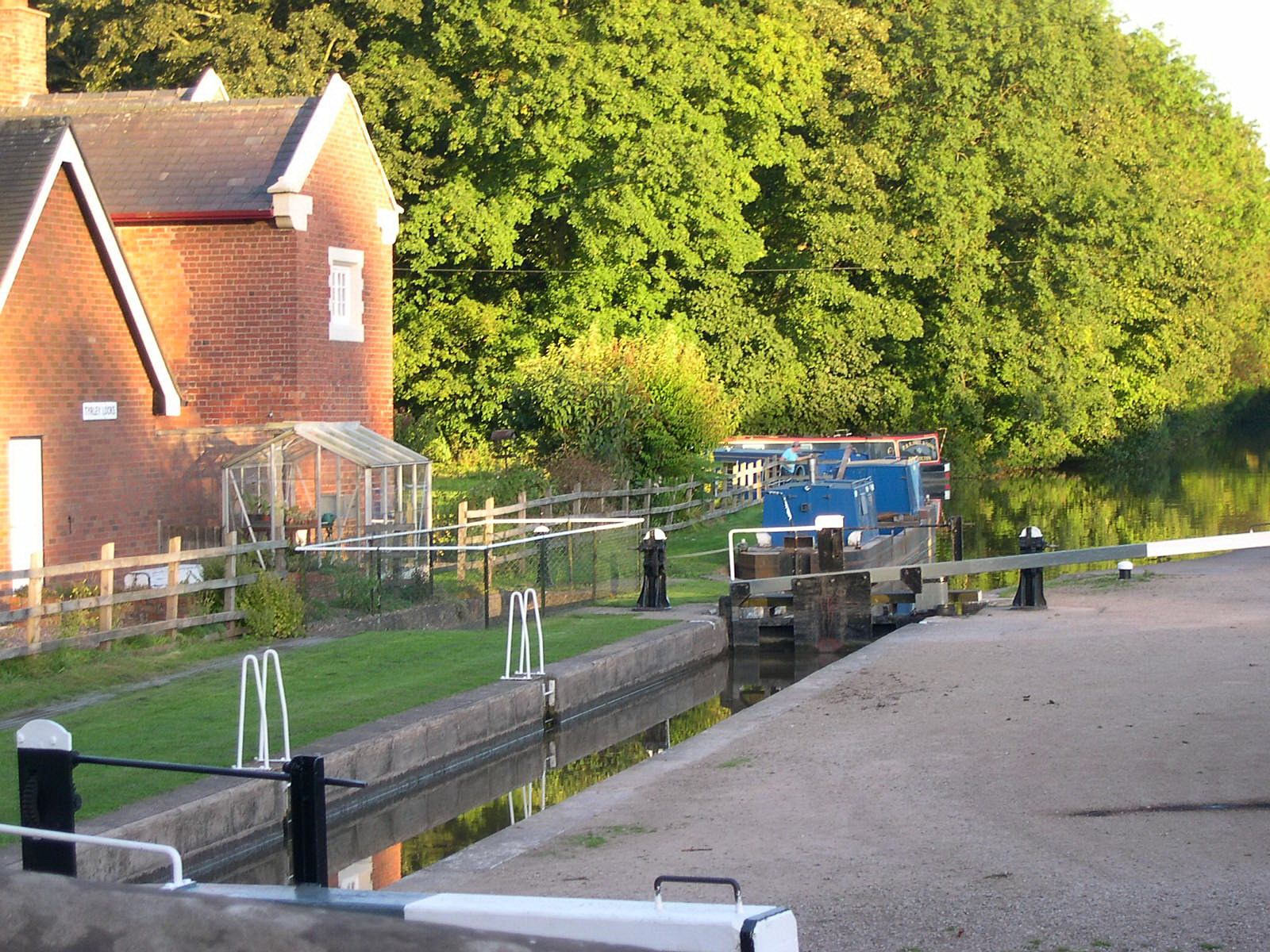
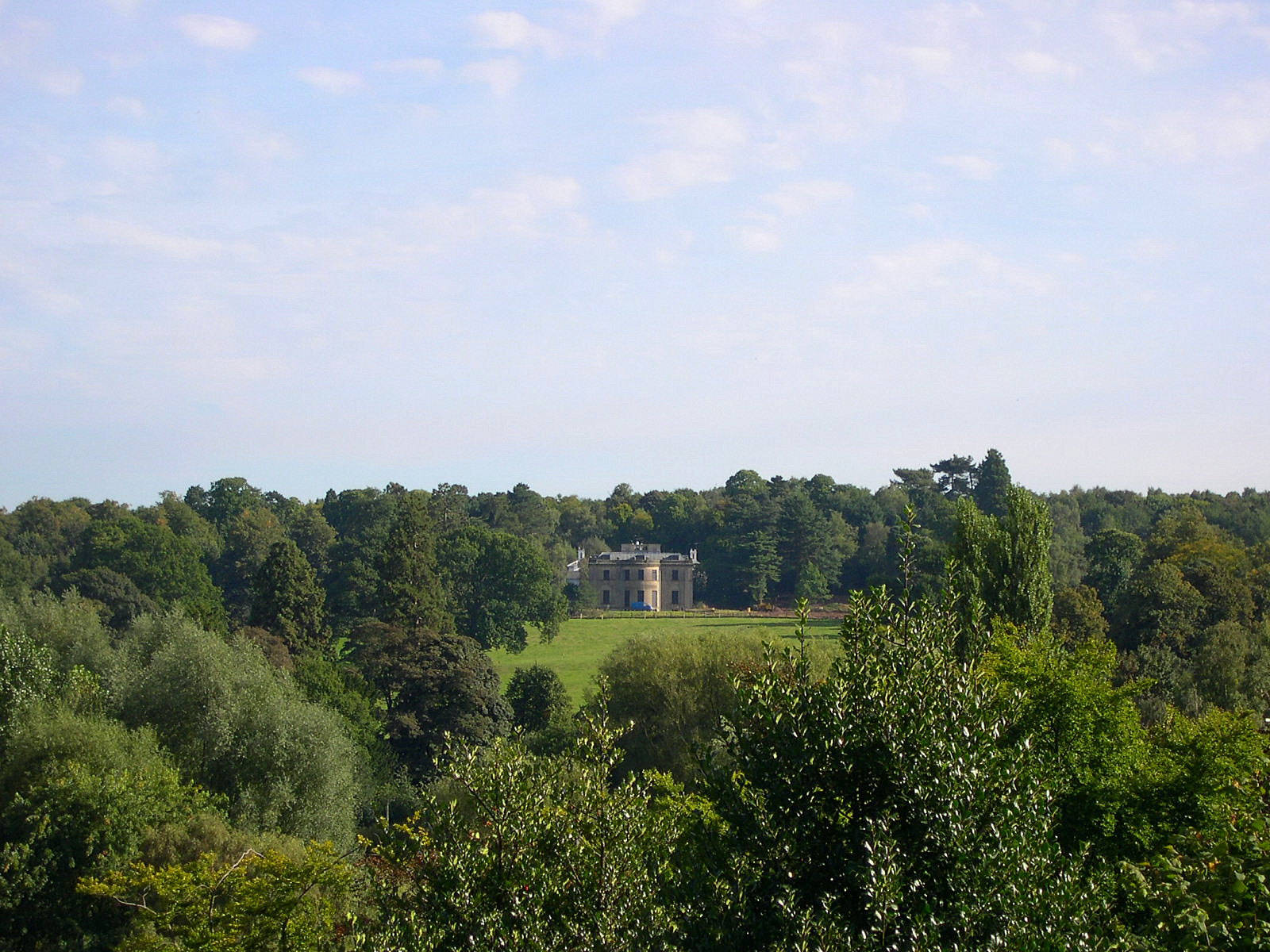